# سیستم کم‌پیکره
سیستمهای کم‌شماره (به انگلیسی: Few-body systems) به سیستمی در مکانیک کوانتومی یا مکانیک کلاسیک گفته می‌شود که در آن شمار کم و مشخصی ذره (بیشتر از دو) در فعل‌وانفعال با هم هستند. برای نمونه می‌توان از اتم‌های سبک مانند هلیم که دارای تنها دو الکترون است، مولکول‌های کوچک، نقطه‌های کوانتومی نام برد. مشکل اصلی ساده نبودن حل معادله شرودینگر یا معادلات کلاسیک حرکت برای اینگونه سیستم‌هاست.